# Automolis hampsoni
Automolis hampsoni är en fjärilsart som beskrevs av Embrik Strand 1917. Automolis hampsoni ingår i släktet Automolis och familjen björnspinnare. Inga underarter finns listade i Catalogue of Life.